# June Mathis
June Mathis, nacida June Beulah Hughes, (Leadville, Colorado, 30 de enero de 1887– Nueva York, 26 de julio de 1927) fue una guionista estadounidense, que en 1919 se convirtió en la primera mujer ejecutiva de cine de la historia de Hollywood. En 1926 fue votada por el AMPAS como la tercera mujer más influyente en Hollywood tras Mary Pickford y Norma Talmadge. También es recordada por haber descubierto a Rodolfo Valentino.

## Biografía

### Inicios
Sus padres se separaron cuando June tenía siete años, y ella siempre afirmó que su padre había muerto cuando era pequeña. Este, el Dr. Philip Hughes, era físico y su familia de origen galés. Su madre, Virginia Hughes, se casó con su segundo marido, William D. Mathis, del cual June tomó su apellido. En 1900 June dejó Salt Lake City y se fue a San Francisco para actuar en el vodevil, aunque en ocasiones también volvió con su compañía de Salt Lake City. En los siguientes años formó parte de las obras Whose Baby are you?, The Vinegar Buyer, The Girl Patsy y Going Some. Nacida en una familia de comediantes, esto explica por qué su madre y sus abuelos maternos viajaban con ella durante el circuito de vodevil, dejando a su padrastro y a sus tres hijos en Utah.
En 1908 coincidió con el actor Julian Eltinge en la obra Brewster's Millions, pero al finalizar tuvo que descansar durante un tiempo debido a problemas de salud. En 1912, y nuevamente junto a Eltinge, formó parte de una de las obras más exitosas de ese periodo, The Fascinating Widow, que comenzó su tercera temporada en Atlantic City en el verano de 1912 y finalizó en Broadway en abril de 1913. En 1914 formó parte de la obra Granny Maumee, que probablemente fue la última, ya que decidió dejar el teatro y volver a Nueva York. Mientras actuaba en The Fascinating Widow escribió un artículo para un periódico local, y la animó para escribir en un futuro. En un viaje de su compañía a Los Ángeles, un amigo la animó a comenzar su carrera en el cine tras ver algunos de sus bocetos, y tras actuar en una mala comedia decidió trasladarse a Nueva York junto a su madre. Decidió realizar guiones de cine, ya que opinaba que las adaptaciones de la literatura no tenían suficiente clímax. Dos años dedicó al estudio diario, mientras veía películas por la noche.

### Comienzos en el cine
A comienzos de 1915 se presentó a un concurso de realización de guiones. Aunque no ganó recibió varias ofertas para comenzar su carrera como guionista. Su primera oferta fue de Edwin Carewe para realizar The House of Tears en 1915. Varias de sus siguientes trabajos en películas fueron con Carewe, por ejemplo en The Upstart, Her Great Price, God's Half Acre, The Dawn of Love, The Sunbeam o The Barricade. En 1917 aceptó un contrato con Metro Picture Corporation para realizar guiones, por lo que se trasladó junto a su madre hasta Hollywood. Alcanzó la dirección del departamento de escenario, convirtiéndose en la primera mujer ejecutiva de cine de la historia de Hollywood tras haber escrito para varias de las estrellas del momento como Francis X. Bushman, Viola Dana, Mae Murray y Alla Nazimova. Su manera de trabajar fue innovadora, creando instrucciones detalladas y notas de localización en sus guiones.
En 1918 escribió Red, White and Blue Blood para el director Charles Brabin, con el cual tendría problemas en el futuro. En plena Primera Guerra Mundial escribió varios guiones para películas propagandísticas como To Hell with the Kaiser! y The Great Victory, Wilson or the Kaiser? The Fall of the Hohenzollerns. Y más adelante creó el guion de una de las primeras películas antibélicas, Los cuatro jinetes del Apocalipsis.

### Los cuatro jinetes del Apocalipsis

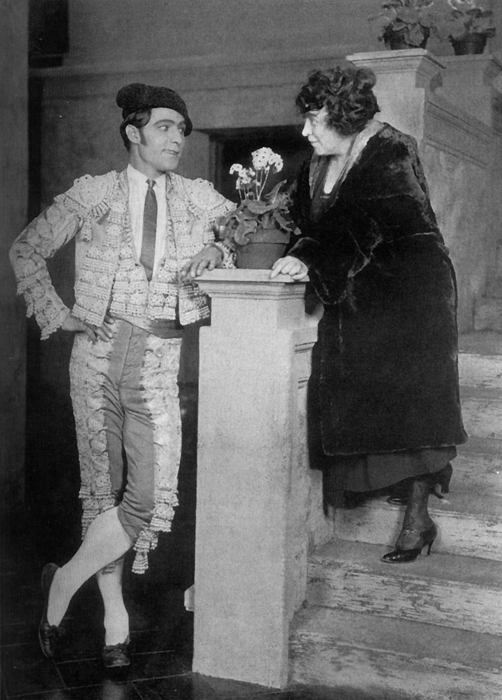
June Mathis durante el rodaje de Sangre y arena (Blood and Sand) junto a su amigo Rodolfo Valentino.

El jefe de la Metro, Richard A. Rowland, había conseguido los derechos de Los cuatro jinetes del Apocalipsis, novela escrita por Vicente Blasco Ibañez. Rowland puso a June a cargo de escribir el guion, la cual propuso a Rex Ingram como director de la película. Maxwell Karger contrató a Ingram por un salario de 600 dólares semanales tras su contrato con Universal, el doble que había cobrado en su anterior contrato. También ayudó a que se contratase al actor Rodolfo Valentino, juzgándole perfecto para la película que se iba a rodar, Los cuatro jinetes del apocalipsis. Probablemente Valentino y June se conocieron en 1918, pero esta película fue el comienzo de una larga y dura amistad entre ambos. Fue la película más taquillera de 1921, superando a The Kid (película de 1921), película protagonizada por Charles Chaplin. Consiguió recaudar 9 millones de dólares y fue la sexta película muda más taquillera de todos los tiempos.
Valentino y June se desplazaron a Famous Players-Lasky y siguieron trabajando juntos en Conquering Power, Camille, Blood and Sand y The Young Rajah. Especialmente tuvo mucho éxito Blood and Sand, que consiguió ser una de las cuatro películas más taquilleras del año. La película The Spanish Cavalier estaba prevista que también fuera interpretada en el papel principal por Valentino, pero finalmente se cambió de nombre a The Spanish Dancer y el actor protagonista fue Pola Negri. A finales de 1924 Valentino rechazó el guion de The Hooded Falcon, y pidió que se repitiera, lo que generó problemas en la producción y que ambos no volviesen a hablar en dos años, hasta 1926. Ese año Valentino murió repentinamente gravemente endeudado.
Junto a Rex Ingram realizó cuatro películas, Hearts are Trumps, Los cuatro jinetes del apocalipsis, Conquering Power y Turn to the Right, pero las dos últimas no tuvieron mucho éxito, lo que añadido a la fuerte personalidad de ambos provocó que no volvieran a trabajar juntos. El 4 de mayo de 1922 murió de un ataque al corazón a los 43 años el jefe de producción de la Metro, Maxwell Karger, el cual había ayudado a lanzar la carrera de June en el negocio. Ese año June había escrito Turn to the Right, película que contiene cierta dosis de espiritualismo. A finales de ese año June firmó con Goldwyn como directora editorial, el mayor cargo que había tenido, por el cual cobraba entre 750 y 1500 dólares a la semana.

### Avaricia

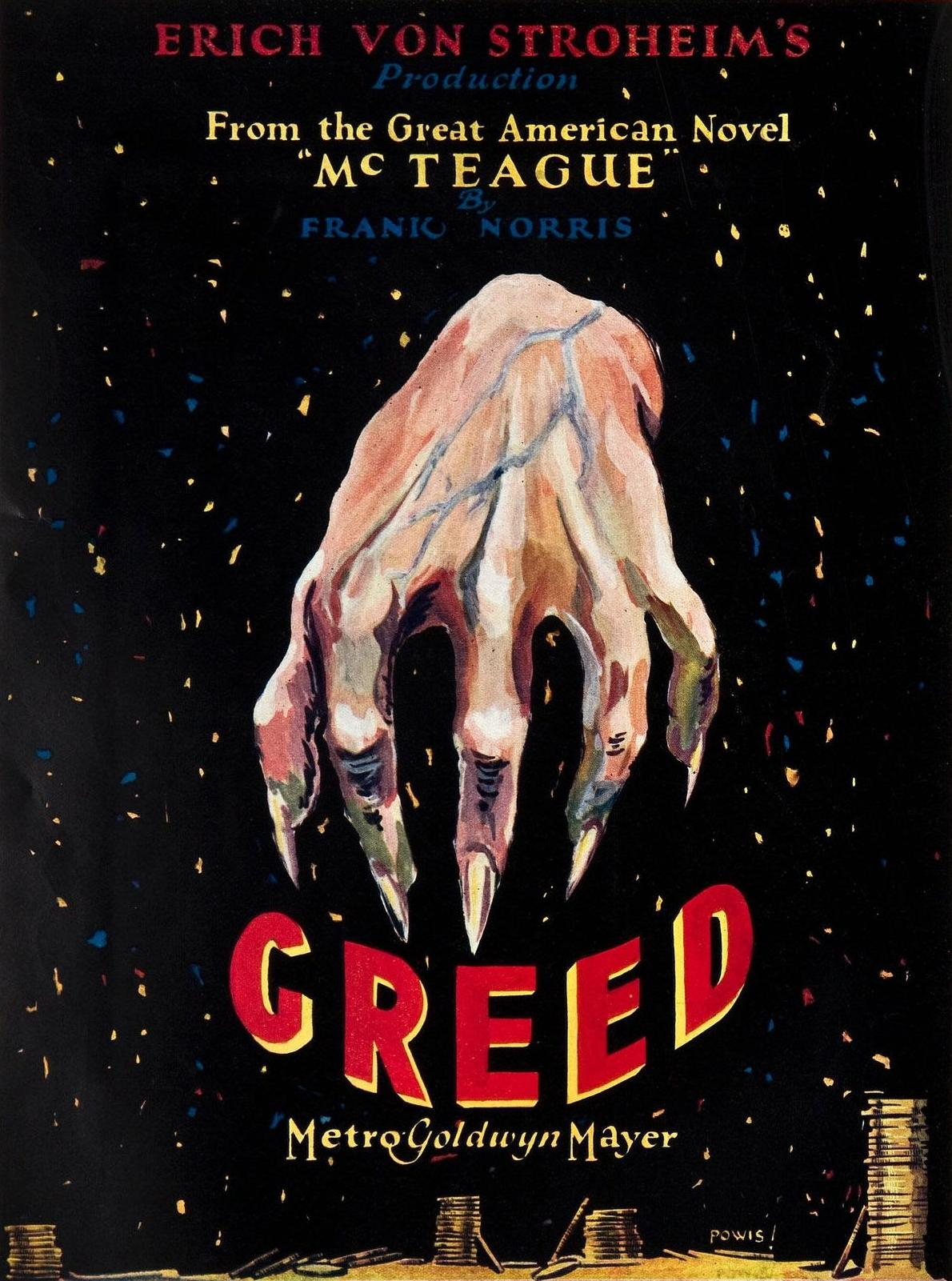
Póster de la película Avaricia (Greed).

Otro de los grandes éxitos de June fue Avaricia, producida en 1924 y dirigida por Erich von Stroheim, estaba basada en la novela McTeague de Frank Norris. Stroheim convenció a Abe Lehr para hacer la película prometiendo bajos costos. Stroheim y June escribieron un guion muy detallado de 300 páginas que contenía movimientos de cámara, composición y señales de tintado. A principios de 1923 llegaron a San Francisco, donde buscaron los lugares del rodaje y terminaron de escribir el guion. Algunos lugares habían sido destruidos en el terremoto de San Francisco de 1906, pero encontraron otros lugares de reemplazo. Sin decorados, modificaron localizaciones existentes, como salones, carnicerías y cabañas de madera, ahorrando en costos de construcción.
El rodaje comenzó en San Francisco el 13 de marzo de 1923 y duró hasta el 6 de octubre de 1923 después de 198 días. Stroheim grabó más de 85 horas de metraje y se obsesionó con la exactitud durante el rodaje. A finales de mayo, Lehr alabó el metraje que había visto, diciendo que "tiene la atmósfera, el color y el realismo que no podría haber sido reproducido en el estudio." A finales de junio viajaron al Valle de la Muerte, al norte de Los Ángeles. No había carreteras, hoteles, estaciones de servicio, ni agua potable, y había muchas tarántulas, escorpiones y serpientes venenosas. El área poblada más cercana al rodaje estaba a 160 kilómetros de distancia y la cobertura del seguro fue denegada. Tras dos meses allí, varios miembros del reparto y del equipo enfermaron. Jean Hersholt fue hospitalizado después del rodaje, durante el cual había perdido 12 kilos. Algunos miembros de la producción reportaron temperaturas entre 33 y 72 °C, pero la temperatura más alta registrada oficialmente en el valle de la muerte durante el período fue de 51 °C.
La versión original se estrenó el 12 de enero de 1924 solo para doce personas, Después de la proyección Idwal Jones, Harry Carr y Rex Ingram estuvieron de acuerdo con que habían visto la mejor película jamás hecha. Sin embargo, a Welford Beaton, de The Film Spectator, le disgustaba la versión de 42 carretes y criticó su uso excesivo de primeros planos. Stroheim optó por cortarla a 24 rollos (4 horas y 20 minutos), con la intención de proyectarla con intermedios durante dos noches, pero el estudio se negó y pidió más recortes. Stroheim envió la película a su amigo Ingram, y su editor Grant Whytock la redujo a 18 rollos (3 horas con 20 minutos). Whytock e Ingram proyectaron su versión a los ejecutivos del estudio, que respondieron favorablemente, pero se preocuparon de que el final trágico les sería difícil de vender al público.
Durante la edición de la película, la productora Goldwyn se unió con la Metro Corporation, poniendo a Irving Thalberg a cargo de la producción. Este prohibió al director tocar la película de nuevo y ordenó a June recortarla más. Ella estaba ocupada en la realización de Ben-Hur, por lo que le asignó el trabajo al editor Joseph W. Farnham, que la redujo a 10 rollos (1 hora con 50 minutos). En el proceso, muchos personajes clave fueron eliminados, dando lugar a grandes errores de continuidad. Stroheim se negó a ver el resultado y repudió airadamente la versión final, culpando a June por destruir su obra maestra, aunque ella nunca tocó la película. De hecho, Mathis había trabajado con Stroheim antes y había sido aficionada a sus temas, y por lo tanto sería poco probable que ella mutilara su película innecesariamente.

### Ben-Hur
En marzo de 1924 comenzó la producción de Ben-Hur, estrenada el 30 de diciembre de 1925, y que está basada en la novela homónima de 1880 escrita por Lew Wallace y que cuenta la vida de Judah Ben-Hur y de Jesús de Nazaret. Está considerada como una de las películas más conocidas de la etapa muda de la entonces novel Metro-Goldwyn-Mayer. Samuel Goldwyn consiguió hacerse con los derechos de autor de la novela hacia 1920, por lo que la película pudo titularse exactamente como la obra de la que procedía, originalmente Ben-Hur: A Tale of the Christ. 
Como diseñadora de producción June cobraba 750 dólares a la semana. Tuvo que buscar un director adecuado, para lo que contactó con Rex Ingram y con Erich von Stroheim, sin que pudiera llegar a un acuerdo con ninguno de ellos. Posteriormente eligió a Charles J. Brabin como realizador. Para el papel protagonista se habló de Rodolfo Valentino y Paul Swan, pero finalmente escogió a George Walsh debido a su cuerpo.
El rodaje en exteriores se inició en Italia y Egipto, con un coste que se esperaba que fuese de 3 millones de dólares. Sin embargo, pronto comenzarían los incidentes e irregularidades en la producción, lo que obligó a Irving Thalberg, responsable máximo de la gerencia de la recientemente fusionada Metro-Goldwyn-Mayer, a introducir cambios drásticos. Sustituyó al director, al actor protagonista y a June como jefa de producción. Se determinó que todo el equipo regresara a los Estados Unidos y que el rodaje tuviera lugar en Culver City, desechando toda la producción anterior y comenzando desde cero la película. June volvió a los Estados Unidos en julio de 1924, y en menos de un mes había firmado con First National Pictures, cobrando 1000 dólares a la semana.

### Últimos años

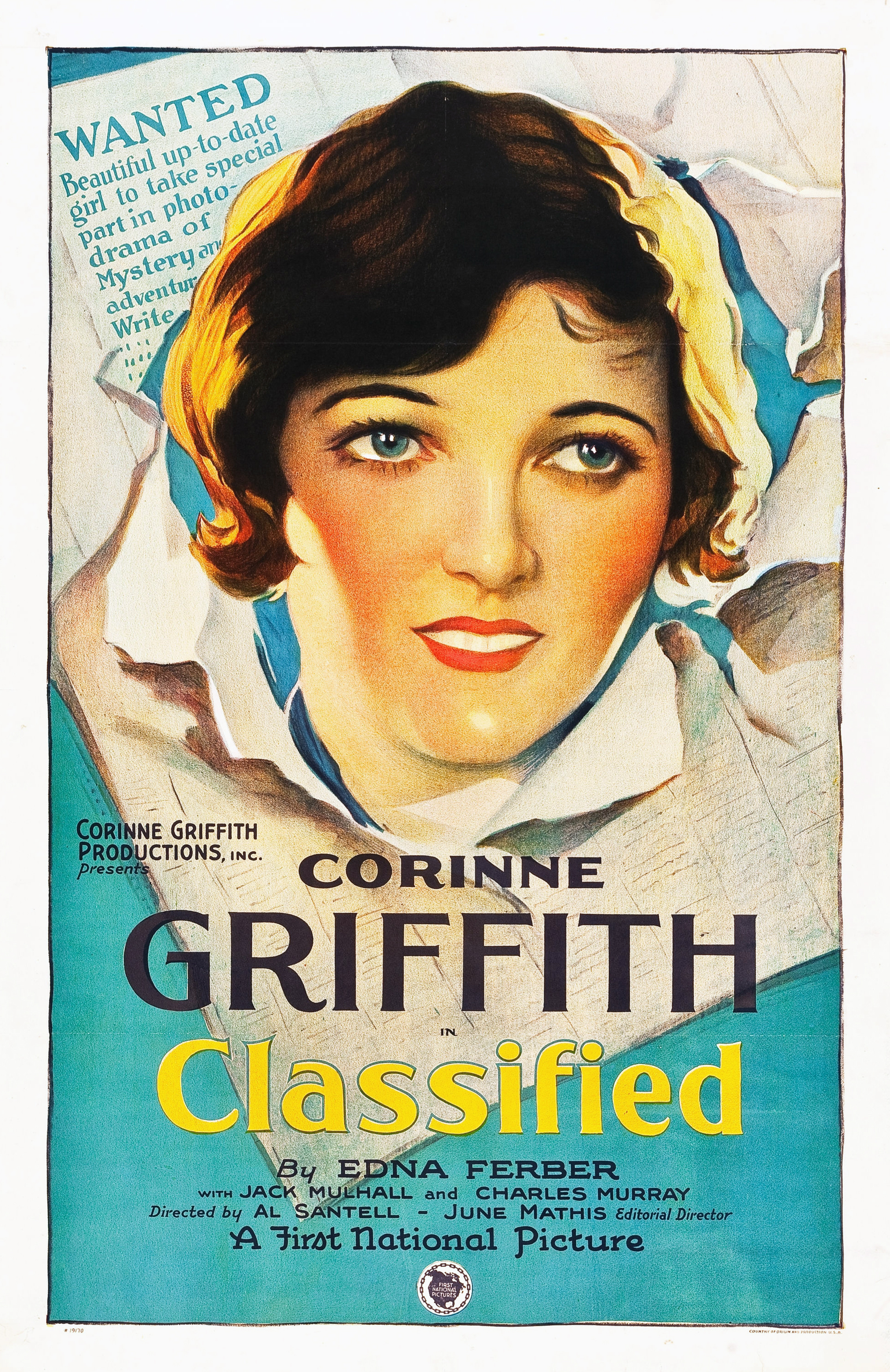
Cartel de la película Classified protagonizada por Corinne Griffith.

Una vez en First Nacional Pictures dio a conocer a Colleen Moore y Mervyn LeRoy en películas como Sally, The Desert Flower e Irene. Para la película Sally June cobró 1000 dólares a la semana. En los últimos años también trabajo con Corinne Griffith en Classified y con Anna Q. Nilsson en The Greater Glory y The Masked Woman. En su viaje a Roma para rodar Ben-Hur conoció al cámara italiano Silvano Balboni, con el cual se casó poco después, en diciembre de 1924. A partir de entonces June promocionó la carrera de Balboni, que fue director en The Far Cry y en The Masket Woman.
El 26 de julio de 1927 acudió junto a su abuela, Emily Hawks, a la obra teatral The Squall. En medio de la función June gritó y se cayó al suelo por un infarto agudo de miocardio. El año anterior había muerto su amigo Rodolfo Valentino, al cual cedió su cripta familiar temporalmente en el Hollywood Forever Cemetery. Al fallecer repentinamente no estaba preparado el cambio del cuerpo, por lo que ambos fueron enterrados en la misma cripta. Al no tener firmado su último testamento, su marido ganó el juicio por su herencia y volvió a Italia para ser director del gobierno de Mussolini. En los años 30 Balboni vendió la cripta a la familia de Valentino.

## Filmografía
| Año  | Película                           | Comentario            |
| ---- | ---------------------------------- | --------------------- |
| 1916 | The Upstart                        | Escenario             |
| 1916 | God's Half Acre                    | Escenario             |
| 1917 | Miss Robinson Crusoe               | Historia              |
| 1917 | Blue Jeans                         | Escritora             |
| 1917 | The Millionaire's Double           | Historia              |
| 1918 | The Legion of Death                | Guion e historia      |
| 1918 | The Eyes of Mystery                | Adaptación            |
| 1918 | The Winning of Beatrice            | Escenario             |
| 1919 | Aladdin’s Other Lamp               | Adaptación            |
| 1919 | Johnny-on-the-Spot                 | Escenario             |
| 1919 | Fair and Warmer                    | Escritora             |
| 1920 | The Saphead                        | Escenario             |
| 1920 | Hearts Are Trumps                  | Escenario             |
| 1921 | Los cuatro jinetes del Apocalipsis | Escritora             |
| 1921 | The Man Who                        |                       |
| 1921 | Eugenia Grandet                    |                       |
| 1921 | A Trip to Paradise                 |                       |
| 1921 | Camille                            | Escritora             |
| 1921 | The Idle Rich                      | Adaptación            |
| 1922 | Turn to the Right                  |                       |
| 1922 | The Golden Gift                    | Historia              |
| 1922 | Kisses                             | Guion                 |
| 1922 | Hate                               | Adaptación            |
| 1922 | Sangre y arena                     | Escritora             |
| 1922 | The Young Rajah                    | Guion                 |
| 1923 | Three Wise Fools                   | Escritora             |
| 1923 | La bailarina española              | Adaptación            |
| 1923 | The Day of Faith                   | Adaptación            |
| 1923 | In the Palace of the King          | Adaptación            |
| 1924 | The Hooded Falcon                  | Escritora             |
| 1924 | Avaricia                           | Adaptación y diálogos |
| 1925 | Sally                              |                       |
| 1925 | The Desert Flower                  |                       |
| 1925 | Classified                         | Escenario             |
| 1925 | We Moderns                         | Escritora             |
| 1925 | Ben-Hur                            | Adaptación            |
| 1926 | The Greater Glory                  | Escenario             |
| 1926 | Her Second Chance                  | Directora editorial   |
| 1927 | An Affair of the Follies           | Escritora             |
| 1927 | The Masked Woman                   |                       |
| 1927 | The Magic Flame                    | Continuidad           |
| 1930 | Reno                               | Escritora             |